# 着せ替え携帯
着せ替え携帯(きせかえけいたい)とは、付属や別売りのパネルなどで外装が自由に選べる携帯電話の総称である。

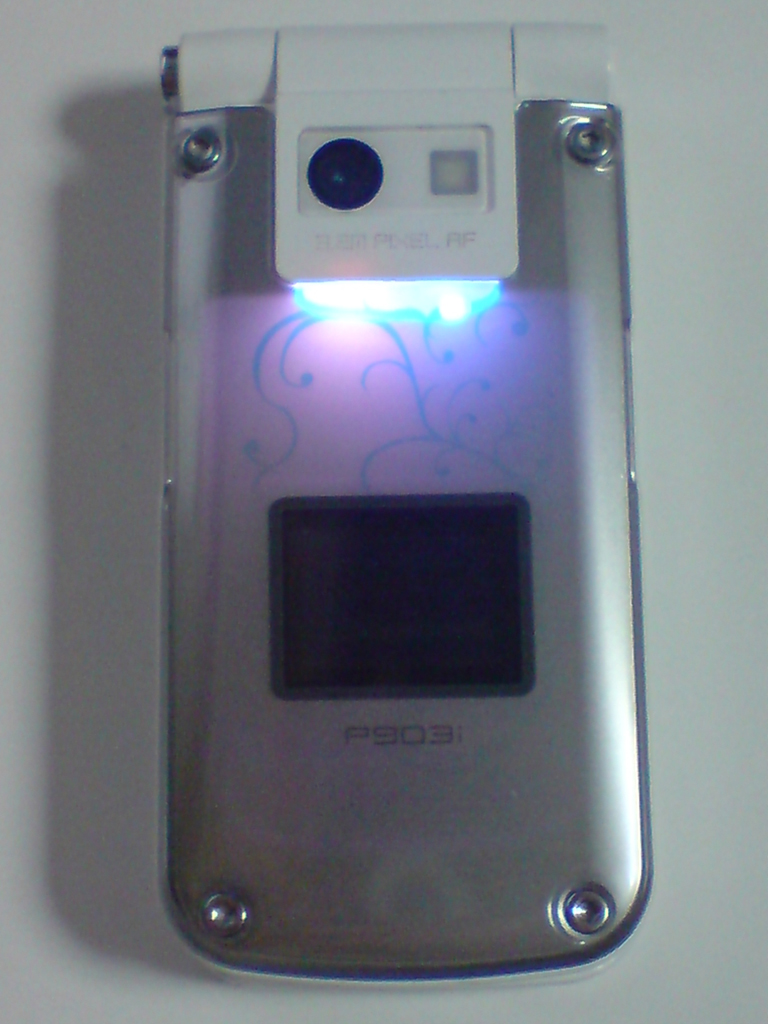
着せ替え携帯の1つNTTドコモP903i（パナソニック製）。ホワイト（純正はパールストライプ）の本体に、ブラウン純正ジャケットジャケットを装着させたもの

## 概要
着せ替え携帯発売以前から、アンテナを交換したり、外装を全塗装するなどして、自分だけのカスタム携帯を作るユーザーが多くいた。しかし、それらの改造行為は通信機の改造になり、改造した携帯電話で通話するのは違法行為に当たる。キャリアでは改造をしないように呼びかけ、改造された携帯電話の修理を断るなどしていた。
携帯電話の改造を行わなくても外観を変えることができるように、携帯電話に外付けのパネルなどを付けるスタイルが誕生した。2000年12月にソニー・エリクソン・モバイルコミュニケーションズが開発し、auから発売されたC406Sが日本初の着せ替え携帯である。その後、NTTドコモ、ソフトバンクモバイルでも発売されている。
デザイン面だけでなく、電話機の損傷を防ぐ効果もある。また、標準採用されていない機種の中には社外品を装着することができる機種もある。

## 日本の機種

### NTTドコモ
movaではソニー・エリクソン・モバイルコミュニケーションズが開発した機種に、FOMAではP90xシリーズやN70xシリーズに採用されている。

#### mova
- SO212i - カラーパネル
- SO506iC - フィットカバー

#### FOMA P90x
「カスタムジャケット」(custom jacket)と呼ばれる。
- P900i
- P901i
- P901iS
- P902i
- P902iS
- P903i
- P904i

#### FOMA N70x
「スタイルプラス」と呼ばれる。
- N700i
- N701i
- N701iECO
- N702iS

#### FOMA SO70x
SO702iでは、リアカバーも含めた「デュアルスタイルパレット」に対応した。
- SO702i

Style-Upパネル（SO705i・SO706iでは、購入時の状態では装着されておらず、オプションで購入したものを装着する）
- SO703i
- SO704i
- SO705i
- SO706i

### au
ソニー・エリクソン・モバイルコミュニケーションズ「着せ替えパネル」や「Style-Upパネル」と呼ばれる。
- C406S
- C1002S
- A1101S
- A1301S
- A1402S/S II
- A1404S/S II
- A3014S
- A5402S
- W32S
- W43S
- W53S

パナソニックモバイルモバイルコミュニケーションズ「＋Panel™」と呼ばれる。
- W52P

### ソフトバンクモバイル
V501Tの着せ替えパーツは「着ぐるみカバー」と呼ばれ、端末は通称「着ぐるみケータイ」と呼ばれる。
V501SHの着せ替えパーツは「テクスチャーパネル」と呼ばれる。
815Tの着せ替えパーツは「コーディネートパネル」と呼ばれる。
823SHの着せ替えパーツは「プレミアムテクスチャー」と呼ばれる。
830T/831Tの着せ替えパーツは「アウタージャケット」「デザインインナーシート」「イルミインナーシート」の3層構造。
- V102D
- V501T
- V501SH
- SoftBank 815T
- SoftBank 823SH
- SoftBank 830T
- SoftBank 831T

## 日本国外の機種

### ノキア

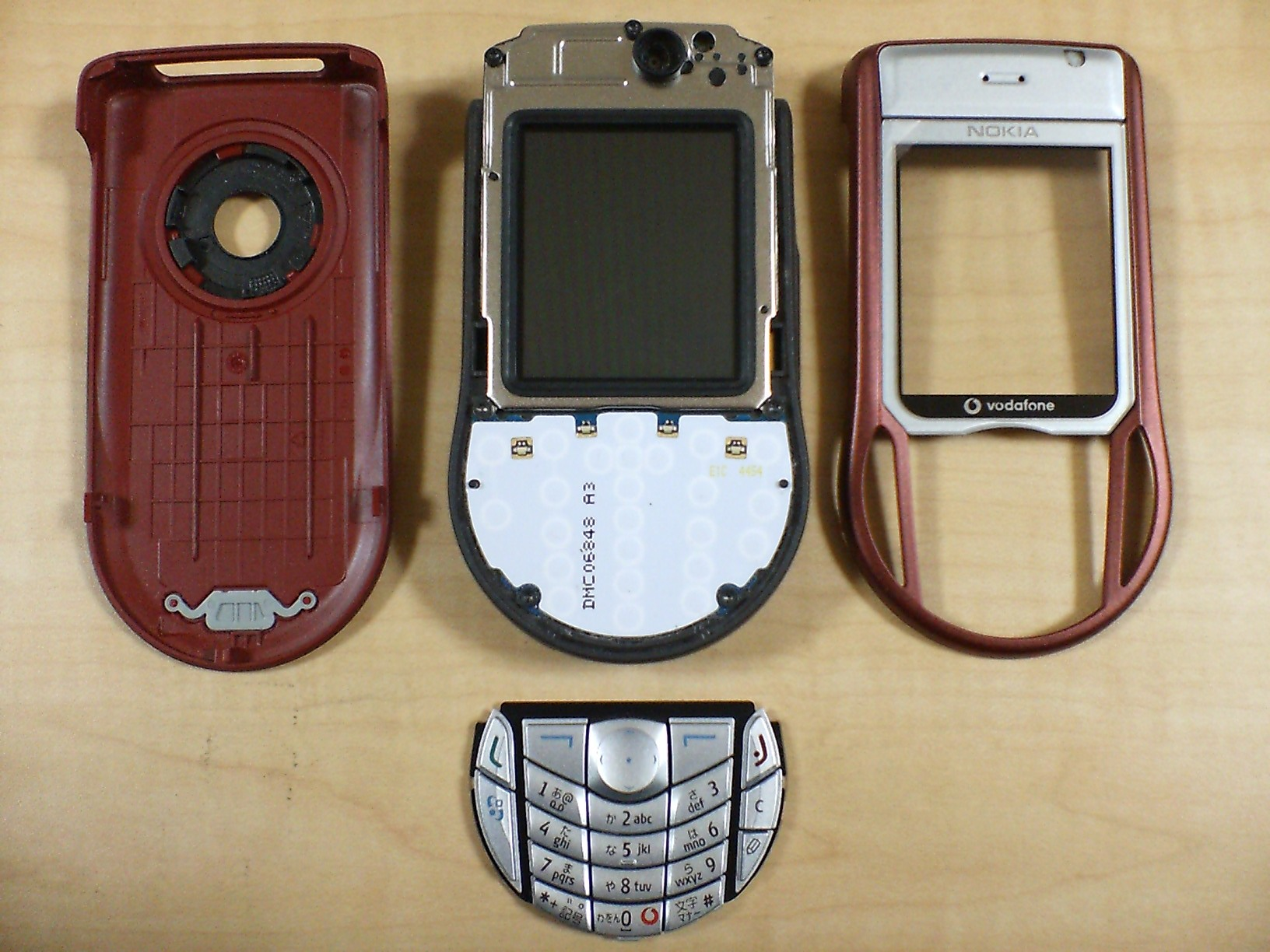
Xpress-onカバーの例 (Vodafone 702NK)

ノキアは多くの機種で「Xpress-on」という名称の交換可能な外装カバーを採用している。
日本国内でも販売された機種としては以下のものが該当する。
- Nokia 3100
- Nokia 3120
- Nokia 3220 - オプションで、空中にLEDで文字を描くカバーもある。
- Nokia 6630 (ソフトバンクモバイルからVodafone 702NKとして, NTTドコモからNM850iGとして発売。ただし、ソフトバンクモバイルおよびNTTドコモは着せ替え携帯とは位置づけておらず、純正のカバーも提供していない。)
- Nokia 6680 (ソフトバンクモバイルからVodafone 702NK IIとして発売。6630同様、ソフトバンクモバイルは着せ替え携帯とは位置づけていない。)
- Nokia 7250i
- Nokia 7600

### モトローラ
- Motorola V66 - いわゆる背面液晶に相当する個所のベゼルが交換可能。SIMカードスロット部のフタも兼ねている。